# L'Arianna
L'Arianna (en español: Ariadna, SV 291) es la segunda ópera del compositor italiano Claudio Monteverdi, compuesta entre 1607 y 1608. Se estrenó en Mantua el 28 de mayo de 1608 como parte de la celebración de la boda entre el duque Francisco Gonzaga y Margarita de Saboya. Monteverdi la compuso bajo una gran presión de tiempo y afirmó más tarde que el esfuerzo de crearla casi lo mata. La representación, que contó con efectos especiales lujosos e innovadores, recibió muchos elogios. Además, la obra tuvo igualmente una buena recepción en Venecia, cuando nuevamente se puso en escena bajo la dirección del compositor en 1640, con motivo de la inauguración del Teatro San Moisè.
Las partituras se han perdido, excepto el recitativo conocido como Lamento d'Arianna («Lamento de Ariadna»), que se ha conservado gracias a que Monteverdi lo publicó de forma independiente en diferentes versiones. Este fragmento forma parte de las óperas más representativas del Barroco, es una de las piezas más influyentes en la obra lírica posterior, se convirtió en una obra musical de gran influencia y ha sido ampliamente imitado. El «lamento» o «recitativo expresivo» pasó a ser una característica fundamental de la ópera italiana durante gran parte del siglo XVII. Recientemente, el Lamento ha adquirido popularidad como pieza para conciertos y recitales y se ha grabado con frecuencia. 
A diferencia de las partituras, el libreto escrito por Ottavio Rinuccini se ha conservado en su totalidad y en varias ediciones. Rinuccini escribió ocho escenas, basadas en las Heroidas de Ovidio y otras fuentes clásicas, para narrar la historia del abandono de Ariadna por Teseo en la isla de Naxos (ubicada en el Mar Egeo) y su posterior ascensión al Olimpo como esposa del dios Baco.

## Contexto histórico

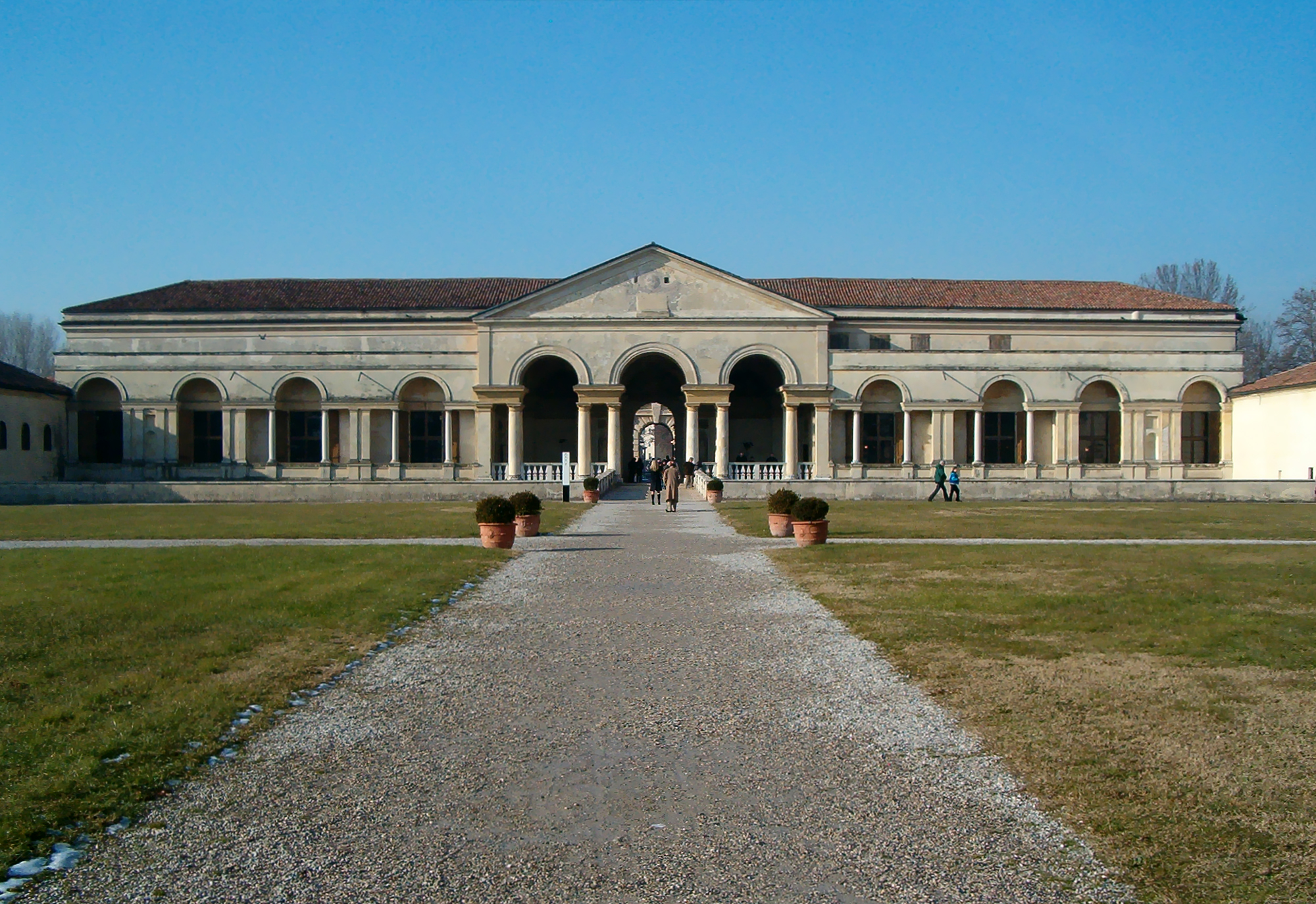
El Palacio del Té, en Mantua, sede de la dinastía Gonzaga, donde Monteverdi trabajó como músico de la corte de 1590 a 1612.

Alrededor de 1590, Claudio Monteverdi, nacido en Cremona en 1567, obtuvo trabajo como violagambista en la corte de Mantua de Vincente Gonzaga. Durante los siguientes diez años, ascendió hasta convertirse en maestro della musica («maestro de música») del duque. En esa época, se estaban produciendo avances significativos en el teatro musical; por ejemplo, en 1598 se presentó en Florencia la obra Dafne de Jacopo Peri, generalmente reconocida como la primera de este nuevo género de la «ópera». El duque de Mantua se percató del potencial que tenía ese nuevo género para aumentar el prestigio de aquellos mecenas que estuvieran dispuestos a patrocinarlo.
Como parte de sus compromisos laborales con los Gonzaga, Monteverdi tenía que componer o adaptar a menudo piezas musicales para las representaciones escénicas en la corte. Entre ellas estuvo la ópera La fábula de Orfeo, adaptada a libreto por Alessandro Striggio el Joven, que fue presentada ante la corte el 24 de febrero de 1607. Esta representación agradó al duque, quien ordenó que se repitiera el 1 de marzo. De acuerdo a un relato contemporáneo, la pieza «no podría haberse hecho [con un resultado] mejor; [...] la música —que sigue los cánones— se ajusta a la poesía tan adecuadamente, que en ninguna otra parte podrá escucharse algo más hermoso». Entonces, a Monteverdi le encargaron que escribiera varias piezas para la boda de Francisco, hijo y heredero del duque, con Margarita de Saboya, prevista para principios de mayo de 1608. Estas incluían un prólogo musical para L'idropica —una obra teatral de Gian Battista Guarini— y la música para el ballet dramático Il ballo delle ingrate, con texto de Ottavio Rinuccini. También se planificó una ópera, aunque inicialmente no se sabía quién la realizaría. Debido a ello, se propusieron varias obras como alternativa, entre las cuales estaban Le nozze di Peleo e Tetide (La boda de Peleo y Tetis), con música de Peri y libreto de Francesco Cini, y una nueva versión de Dafne, a cargo de Marco da Gagliano. Sin embargo, al final se decidió presentar una ópera completamente original para amenizar la boda. El duque decretó entonces que dicha ópera estuviera basada en el mito de Ariadna —de ahí su título, L'Arianna— y que Rinuccini escribiera el libreto, mientras que Monteverdi estaría a cargo de la composición musical.

## Creación

### Libreto

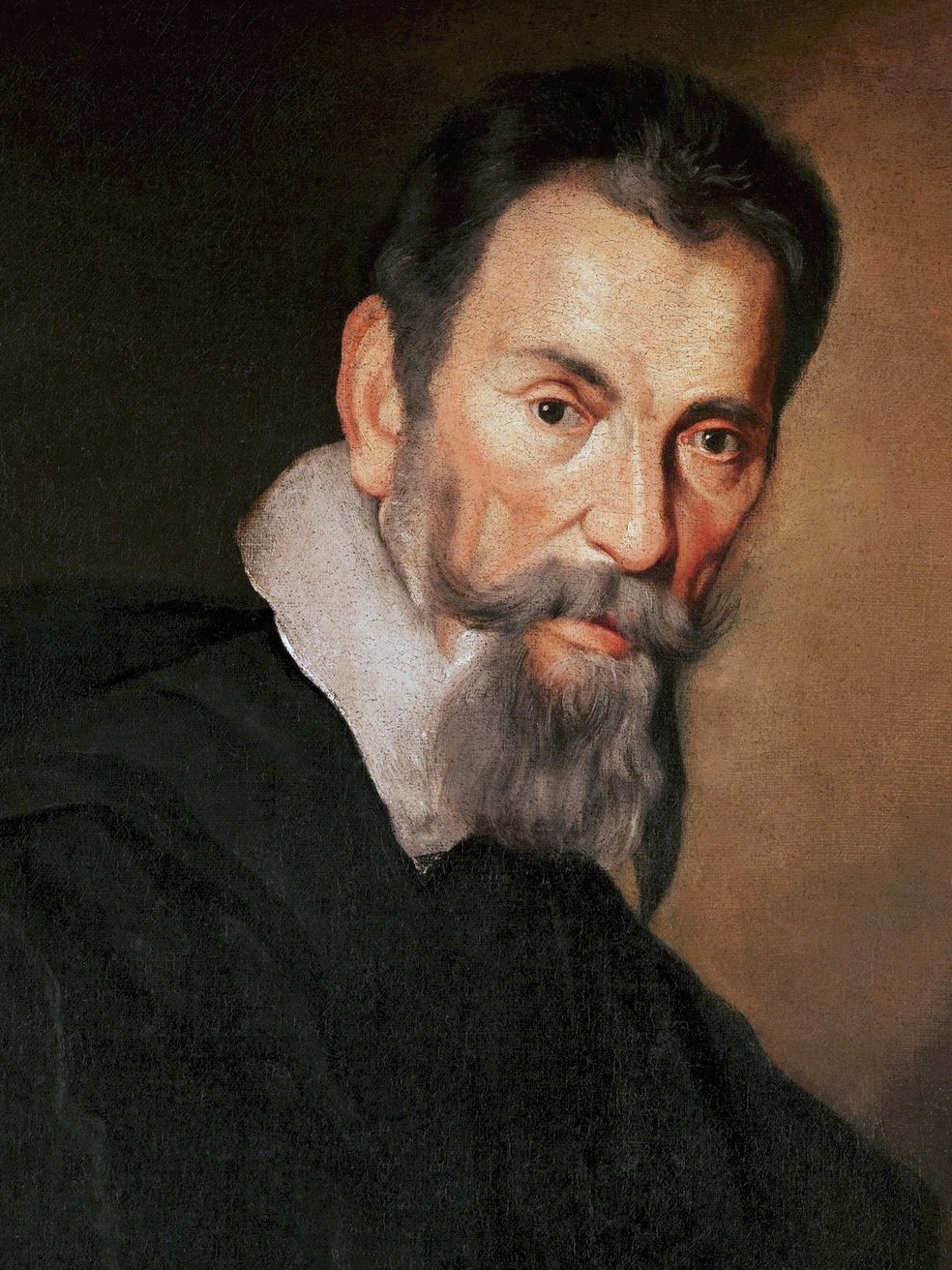
Retrato de Claudio Monteverdi, c. 1630.

En la época en que le encargaron el libreto de L'Arianna, Ottavio Rinuccini era probablemente el más experimentado e ilustre de todos los libretistas. Su carrera literaria se remontaba a 1579, cuando escribió versos para las Maschere d'Amazzoni, un entretenimiento cortesano florentino, y era ampliamente conocido por sus contribuciones al intermezzo de la obra de Girolamo Bargagli La peregrina, que se representó en mayo de 1589 en la boda de Fernando I de Médici y Cristina de Lorena. Según Gagliano, Rinuccini tuvo una influencia primordial en el surgimiento de la ópera como género: adaptó las convenciones de los poetas líricos contemporáneos a la hora de escribir los libretos para dos de las primeras óperas, Dafne, con música de Jacopo Peri, y Euridice, con música Giulio Caccini.
Para el libreto de L'Arianna, Rinuccini se basó en diversas fuentes clásicas, en particular el libro X de las Heroidas de Ovidio, algunos versos del carmen LXIV de Catulo y el pasaje de la Eneida de Virgilio en el que se narra el abandono de Dido por Eneas. También utilizó como referencias obras literarias de su época, como Orlando furioso de Ludovico Ariosto, Jerusalén liberada de Torquato Tasso y la traducción de Las metamorfosis de Ovidio hecha por Giovanni Andrea dell'Anguillara en 1561.
Durante los ensayos, Carlo de Rossi —miembro de la corte del duque— hizo saber a Rinuccini que la duquesa Leonor se había quejado de que la pieza era «muy sosa» y necesitaba ser «enriquecida con más acción», por lo que el autor tuvo que ampliar la trama. El libreto, publicado en Venecia en 1622, consta de un prólogo y ocho escenas.

### Composición
Monteverdi probablemente comenzó a componer a finales de octubre o principios de noviembre de 1607, de acuerdo a registros que documentan que la llegada de Rinuccini a Mantua ocurrió el 23 de octubre de ese año. Además de la dura tarea impuesta por el duque de componer una ópera en tan breve período de tiempo, el compositor tuvo que sobrellevar la muerte de su esposa, que había fallecido el 10 de septiembre de 1607, y se quedó al cargo de sus dos hijos pequeños. Casi veinte años después, Monteverdi se quejó de esta situación en una carta a Striggio, en la que narraba las dificultades que padeció: «Fue un corto período de tiempo que casi me lleva a las puertas de la muerte al escribir L'Arianna».
Al parecer, Monteverdi habría completado la partitura a principios de enero, tras lo cual se iniciaron los ensayos. Sin embargo, su trabajo no estaba terminado, puesto que le solicitaron componer más música para las nuevas escenas escritas después de la petición que Rossi hiciera en nombre de la duquesa Leonor. Entre el material añadido o ampliado se encuentran la escena de Venus y Cupido y la bendición de Júpiter desde el Olimpo al final de la ópera. En marzo de 1608, bien avanzados los ensayos, el estreno de la ópera peligró debido a la muerte de la soprano principal, Caterina Martinelli, a causa de la viruela. Con todo, se pudo contratar en su lugar a la actriz y cantante Virginia Ramponi-Andreini, conocida profesionalmente como «La Florinda», que estaba en ese momento actuando en Mantua. Un cortesano, Antonio Costantini, informó más tarde que aprendió el papel de Arianna en seis días. El musicólogo Tim Carter sugiere que el Lamento d'Arianna pudo haberlo añadido en esta última etapa para explotar las reconocidas capacidades vocales de la cantante.

## Reparto
Se desconoce quiénes formaron parte del reparto en el estreno de la ópera, sin embargo, sí puede constatarse que participaron cantantes como Virginia Ramponi-Andreini, «La Florinda», y Francesco Rasi. Las fuentes consultadas son imprecisas al señalar qué otros intérpretes estuvieron presentes ese día. Hay varias versiones del libreto publicado y para este listado de personajes se han usado los datos de la publicación de Gherardo e Iseppo Imberti (Venecia, 1622).
| Papel (italiano) | Papel (español) | Intérprete                                                   | Voz                   | Notas         |
| --- | --------------- | ------------------------------------------------------------ | --------------------- | ------------- |
| Apollo | Apolo           | Francesco Rasi                                               | Tenor                 | [ 22 ]        |
| Venere | Venus           | Settimia Caccini (cuestionado)                               | Soprano               | [ c ]         |
| Amore | Cupido          | Desconocido                                                  | Probablemente Soprano |               |
| Teseo | Teseo           | Posiblemente Antonio Brandi, «Il Brandino», o Francesco Rasi | Alto castrato         | [ d ] [ e ]   |
| Arianna | Ariadna         | Virginia Ramponi-Andreini, «La Florinda»                     | Soprano               | [ 22 ] [ 21 ] |
| Consigliero | Consejero       | Posiblemente Francesco Campagnolo                            | Tenor                 | [ f ]         |
| Messaggero, Tirsi | Mensajero       | Posiblemente Antonio Brandi, «Il Brandino»                   | Tenor                 | [ d ]         |
| Dorilla | Dorila          | Desconocido                                                  | Soprano               |               |
| Nuntio I | Primer enviado  | Posiblemente Francesco Campagnolo                            | Tenor                 | [ f ]         |
| Nuntio II | Segundo enviado | Desconocido                                                  |                       |               |
| Giove | Júpiter         | Desconocido                                                  | Tenor                 |               |
| Bacco | Baco            | Francesco Rasi                                               | Tenor                 | [ 22 ]        |
| Coro di soldati di Teseo; Coro di pescatori; Coro di soldati di Bacco —en español: «Coro de los soldados de Teseo; Coro de pescadores; Coro de los soldados de Baco»— |                 |                                                              |                       |               |

## Sinopsis

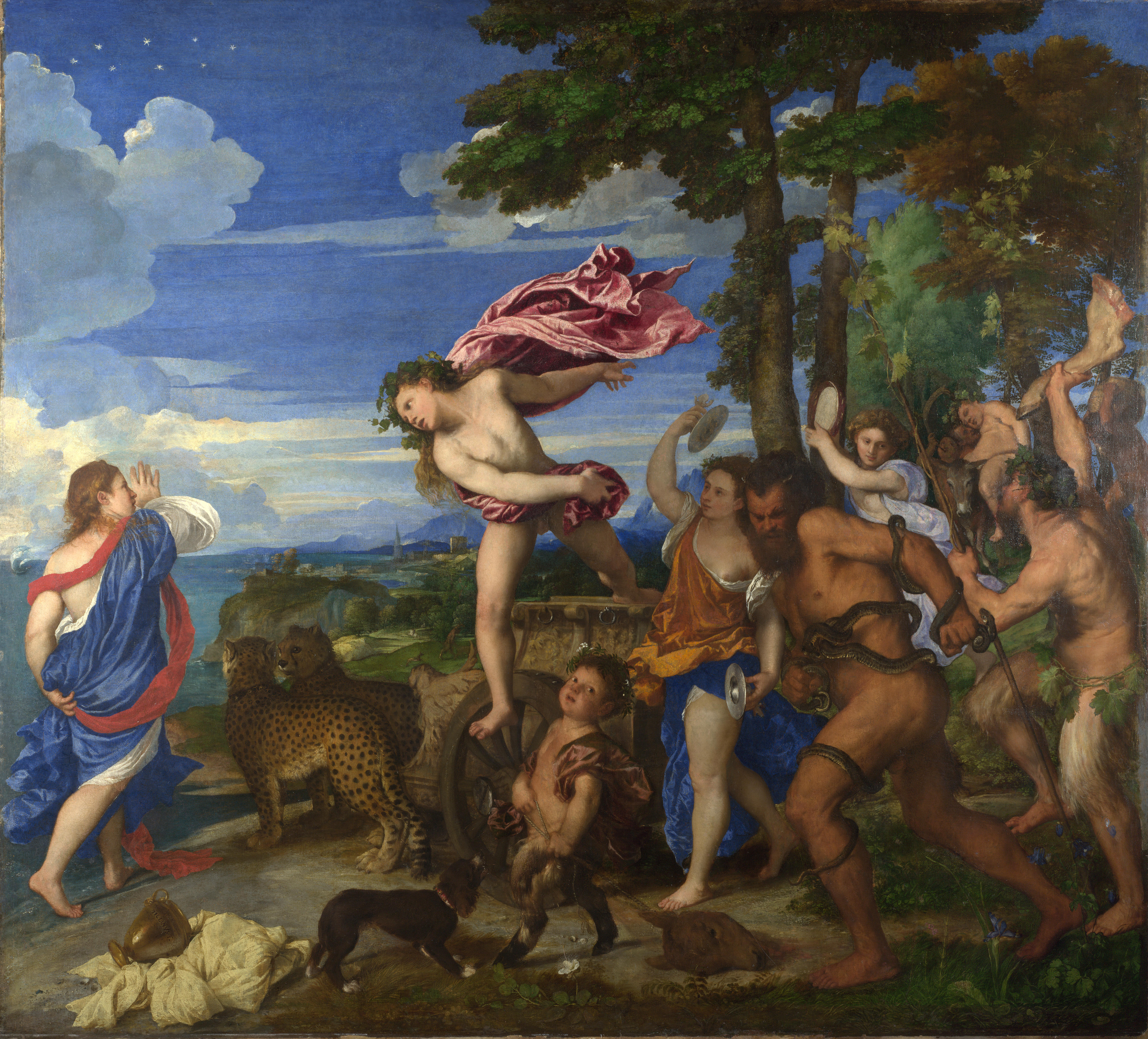
Tiziano: Baco y Ariadna (1520-1523), en la National Gallery (Londres): Baco desciende de su carro en la isla de Naxos, en la que ha sido abandonada Ariadna por Teseo, que navega rumbo a Atenas.

La acción va precedida de un breve prólogo del dios Apolo. Luego aparecen Venus y Cupido conversando en una orilla desolada: Venus informa a Cupido de que el duque Teseo de Atenas llegará pronto en compañía de Ariadna a la isla de Naxos de camino a Atenas. Están huyendo de Creta, donde la pareja fue cómplice del asesinato del Minotauro, monstruo hermanastro de Ariadna, en el laberinto que hay bajo el palacio de su padre, el rey Minos.
Venus sabe que Teseo tiene la intención de abandonar a Ariadna en Naxos y continuar sin ella la vuelta Atenas. Cuando Cupido se ofrece a volver a encender la pasión de Teseo por Ariadna, Venus le indica que ha decidido unir a la bella mortal con el dios Baco y le pide a Cupido que haga posible el amor entre Ariadna y el dios. Cupido se oculta en la isla a la espera de que lleguen Teseo y Ariadna.
Ariadna reflexiona sobre su deslealtad con su padre, pero declara su amor a Teseo. Sale a encontrar refugio para pasar la noche y el coro de pescadores compara sus ojos con las estrellas del cielo. Mientras tanto, Teseo, a solas con su consejero, habla de abandonar a Ariadna. Ambos justifican la decisión basándose en que no sería aceptable para el pueblo de Atenas que la consorte de su gobernante hubiera abandonado a su padre y hubiera ayudado a que mataran a su hermanastro.
Un coro saluda a la aurora cuando Ariadna, después de pasar una noche de insomnio, regresa a la orilla con su compañera Dorila y se da cuenta de que la nave de Teseo se aleja. Dorila la consuela y Ariadna, a pesar de su desesperación y de saber que Teseo no volverá jamás, decide ir al embarcadero para esperarlo. En un interludio pastoral, un coro canta las delicias de la vida rural y expresa la esperanza de que Teseo no olvide a Ariadna. Cuando un mensajero les hace saber la noticia de que Ariadna está sola y afligida, el coro canta de nuevo, esta vez para consolarla.
En la playa, Ariadna entona un lamento por su amor perdido y se dispone a suicidarse. Justo en ese momento unas fanfarrias anuncian la llegada de alguien y Ariadna, esperanzada, mira al horizonte tratando de divisar a Teseo. En otro interludio, el coro expresa la esperanza de Ariadna por el retorno de su amado, pero un segundo emisario anuncia que no es Teseo, sino el dios Baco quien acaba de llegar. Un ballo cantado celebra el compromiso anticipado de Baco y Ariadna. En la escena final reaparecen Cupido y Venus, quien, satisfecha con su plan, se eleva desde el mar antes de que Júpiter proclame sus bendiciones desde el Olimpo. Se sella la unión de Baco y la bella mortal mientras el dios promete a Ariadna la inmortalidad en el Olimpo y una corona de estrellas.

## Historia de la representación

### Estreno (Mantua, 1608)
La fecha de la boda de Francisco Gonzaga se pospuso en varias ocasiones debido a problemas diplomáticos que retrasaron la llegada de la novia a Mantua hasta el 24 de mayo de 1608. Las celebraciones comenzaron finalmente cuatro días después. L'Arianna se representó el 28 de mayo de 1608 y fue el primero de varios espectáculos extraordinarios. Se construyó para la ocasión un gran teatro provisional que —de acuerdo con el cronista de la corte Federico Follino— habría albergado a seis mil personas, cifra que el historiador Carter considera poco probable. Sea cual fuera su tamaño, el teatro no tenía capacidad suficiente para albergar a todos aquellos que quisieron presenciar la obra. La crónica de Follino recoge que, a pesar de que el duque había limitado estrictamente el número de familias que podían asistir, algunos visitantes extranjeros distinguidos no pudieron presenciar la obra sentados y tuvieron que agolparse alrededor de las puertas.
La representación se prolongó durante dos horas y media y, a pesar de transcurrir en un solo decorado, el montaje fue muy lujoso y contó con 300 operarios para manipular la maquinaria escénica. La crónica de Follino describe el escenario como «un roquedal salvaje en medio de las olas, cuya parte del horizonte más alejada se veía en movimiento constante». Tan pronto como la acción comienza, Apolo aparece «sentado en una hermosa nube... que, baja poco a poco... alcanza en breve espacio de tiempo el escenario... desaparece al momento». «Después, todos los artistas demostraron ser excelentes en el arte del canto; todas las escenas tuvieron un éxito más que maravilloso».
El entusiasmo de Follino tuvo eco en otras crónicas realizadas por los dignatarios para sus propias cortes: el embajador de la casa de Este, quien se refirió a la obra como «una comedia musical», mencionó en particular la interpretación de Andreini que, en su lamento, «hizo que muchos llorasen», y la de Francesco Rasi en el papel de Baco, que «cantó divinamente». Uno de los compañeros del compositor, Marco da Gagliano, escribió que la música de Monteverdi «había emocionado a toda la audiencia hasta el llanto». En total, la ópera duró dos horas y media.

### Reestreno (Venecia, 1639-40)

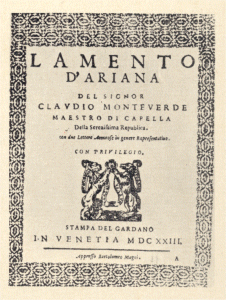
Portada de la edición de Venecia de 1623 del «Lamento d'Ariana» (sic).

A pesar de la buena acogida que tuvo L'Arianna en su estreno, el duque no solicitó una segunda representación, como sí había hecho con La fábula de Orfeo el año anterior. El siguiente indicio de una representación de L'Arianna es de 1614, cuando la corte de los Médici en Florencia solicitó una copia de la partitura, presumiblemente con la intención de ponerla en escena. Sin embargo, no hay constancia de que hubiera representación alguna en esa ciudad.
A principios de 1620, Striggio solicitó a Monteverdi que le enviara la música para una actuación proyectada en Mantua como parte de la celebración del cumpleaños de la duquesa Catalina. El compositor se tomó el trabajo de preparar un nuevo manuscrito con algunas revisiones y corrió con los gastos. Sin embargo, informó a Striggio posteriormente de que, si hubiera tenido más tiempo, habría revisado la obra más a fondo. Al no tener más noticias de la corte de Mantua, Monteverdi escribió a Striggio el 18 de abril de 1620, ofreciéndole ayuda con la puesta en escena. Un mes más tarde, sin embargo, le comunicaron que las celebraciones para la duquesa se habían reducido y que no se había representado L'Arianna.
Existen indicios de una representación en Dubrovnik poco después de 1620, ya que en 1633 se publicó en Ancona una traducción croata del libreto. Sin embargo, el único reestreno confirmado de la obra tuvo lugar en Venecia en 1640. El primer teatro de ópera público de esa ciudad, el nuevo Teatro San Cassiano, se había inaugurado en marzo de 1637 con una puesta en escena de L'Andromeda de Francesco Mannelli. A raíz de la popularidad de este y otros espectáculos, otras salas remodelaron sus instalaciones para acomodarse a las exigencias de la ópera. Se eligió a L'Arianna para la apertura del Teatro San Moisè como teatro de ópera durante el Carnaval de 1639-1640. En 1639, se publicó una versión revisada del libreto, con recortes y modificaciones sustanciales respecto de la versión de 1608, que eliminaron aquellos pasajes específicamente ligados a la boda de Gonzaga en Mantua. El compositor, quien para entonces tenía alrededor de setenta y tres años, había adquirido un prestigio considerable en Venecia por haber sido director de música en la basílica de San Marcos desde 1613. En la dedicatoria del libreto revisado y reeditado se le describió como «el más admirado Apolo del siglo y la mayor inteligencia del cielo de la humanidad».
El público veneciano recibió la ópera con gran entusiasmo, ya familiarizado con el Lamento, que se había publicado en dicha ciudad en 1623, aunque unas pocas semanas después el teatro reemplazó L'Arianna por una nueva ópera de Monteverdi, El regreso de Ulises a la patria, que resultó ser un éxito aún mayor.

### Desaparición de la partitura
Después de la de Venecia entre 1639 y 1640, no hay más constancia de representaciones de L'Arianna. El libreto de Rinuccini, que se publicó en varias ocasiones en vida de Monteverdi, sobrevivió intacto, pero la partitura de la ópera desapareció algún tiempo después de 1640, con la excepción del lamento de Ariadna de la escena sexta, conocido como Lamento d'Arianna.
La desaparición de la música de esta ópera no es un caso aislado; la mayor parte de las obras teatrales de Monteverdi se perdieron, incluyendo seis de sus nueve óperas. La explicación de Carter para tan alto porcentaje es que «los recuerdos eran cortos y la música de las obras a gran escala a menudo no trascendía más allá de sus circunstancias inmediatas». De hecho, este tipo de música rara vez se publicaba y era común que se desechara rápidamente.

## Lamento d'Arianna

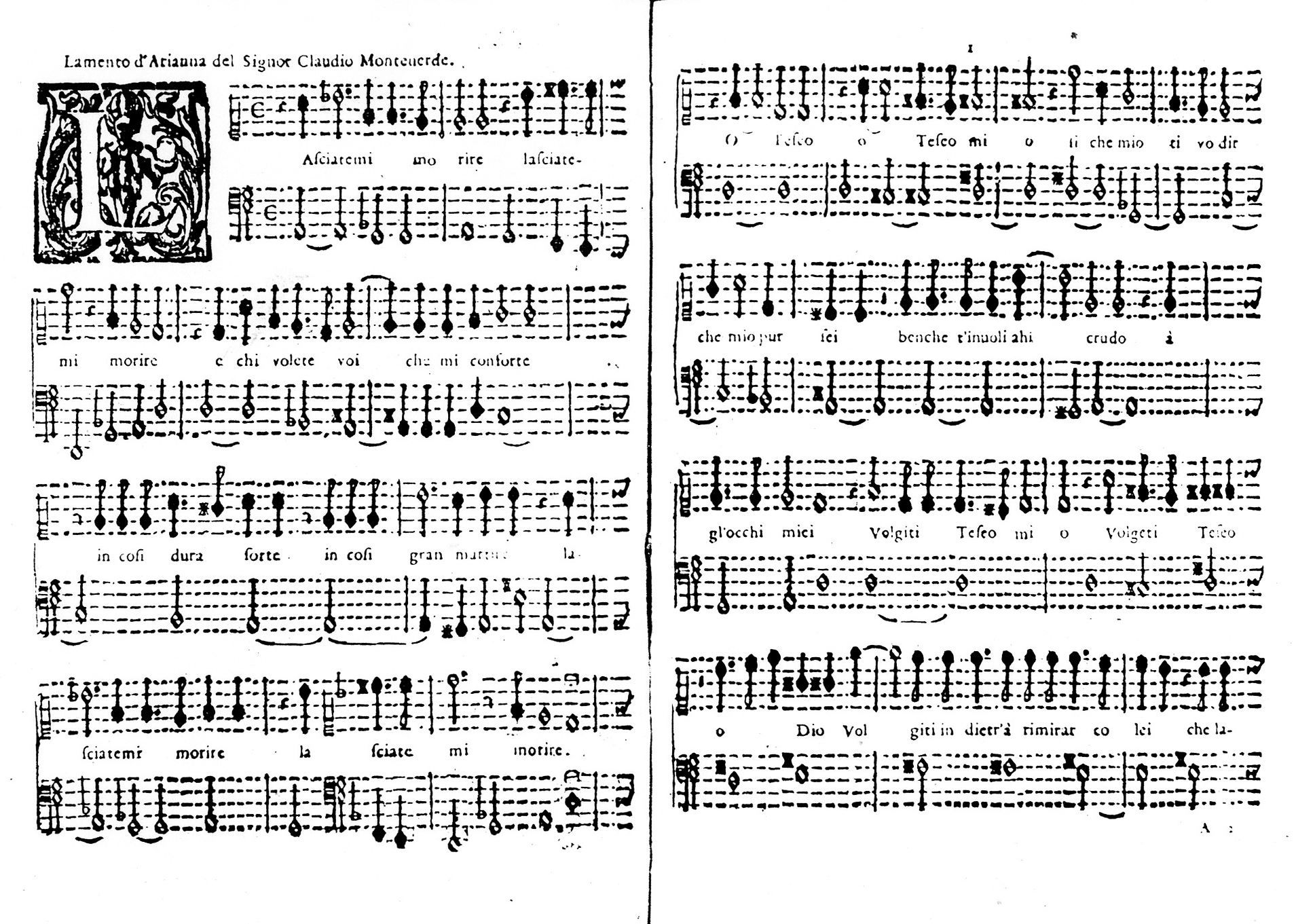
Primeras dos páginas de la primera edición del Lamento d'Arianna, publicado por Gardano en Venecia en 1623.

El Lamento d'Arianna sobrevivió gracias a la decisión de Monteverdi de publicarlo de manera independiente a la ópera: primero en 1614 como un madrigal a cinco voces para su Sexto libro, después en 1623 en dos arreglos —uno de ellos como una monodia— y, finalmente, en 1641 como un himno sacro, Lamento della Madonna, publicado en su colección Selva morale e spirituale.
Se incluyó la adaptación a cinco voces en el Sexto libro de madrigales del compositor. Hay indicios de que este arreglo se hizo por sugerencia de un anónimo caballero veneciano que pensó que la melodía se beneficiaría del contrapunto. En 1868, se publicó el Lamento en París y, en 1910, el compositor italiano Ottorino Respighi publicó una transcripción orquestal.
En su análisis crítico, la musicóloga Suzanne Cusick afirma que «en gran medida, la fama y el legado histórico de Monteverdi han perdurado durante siglos gracias a la apreciación universal de su éxito con el célebre Lamento, [que] fue una de las obras más emuladas e influyentes de principios del siglo XVII». Asimismo, lo considera uno de los mejores recitativos ariosos compuestos por Monteverdi. En opinión de Cusick, Monteverdi «creó el lamento como un género reconocible de la música de cámara vocal y como una escena habitual en la ópera que llegaría a ser fundamental, un género que define las óperas públicas a gran escala del siglo XVII en Venecia», y concluye señalando que las mujeres de Mantua habrían reconocido las transformaciones representadas en el lamento como un trasunto de sus propias historias personales. Monteverdi, en su opinión, trató de representar con la música el triunfo final de la piedad femenina sobre la promiscuidad: «la pérdida gradual que experimenta Ariadna de su propia pasión durante el lamento constituye una muestra musical pública del arrepentimiento de esta mujer imprudente que se había atrevido a elegir a su propio compañero».
En su estudio The Recitative Soliloquy, Margaret Murata indica que los lamentos de esta clase eran una característica básica de las óperas de alrededor de 1650, pero que «a partir de entonces fueron declinando hasta el triunfo total del aria hacia 1670». Mark Ringer, en su análisis de los dramas musicales de Monteverdi, sugiere que el lamento define la innovación creadora de una manera similar a la que, dos siglos y medio más tarde, el preludio y el Liebestod en Tristán e Isolda anunciarían el descubrimiento por parte de Richard Wagner de nuevas fronteras expresivas.
En su contexto operístico, el lamento adopta la forma de un recitativo expresivo prolongado de más de setenta líneas vocales, interpretado en cinco secciones divididas por los comentarios del coro. Algunas de las expresiones se presagian en la escena inmediatamente anterior, en la que el primer enviado describe la difícil situación de Ariadna junto a un coro de compasivos pescadores. El lamento manifiesta diversas reacciones emocionales de Ariadna tras su abandono: tristeza, ira, miedo, autocompasión, desolación y futilidad. Cusick llama la atención sobre la manera en que Monteverdi es capaz de igualar con la música los «gestos retóricos y sintácticos» del texto de Rinuccini. Las palabras de apertura repetidas Lasciatemi morire («dejadme morir») van acompañadas de un acorde de séptima dominante que Ringer describe como «una inolvidable puñalada cromática de dolor». Monteverdi fue uno de los primeros en usar este recurso musical. Lo que sigue, dice Ringer, tiene un alcance y profundidad «comparable a la mayoría de los incisivos soliloquios de Shakespeare». A las palabras Lasciatemi morire les siguen O Teseo, O Teseo mio («Oh Teseo, mi Teseo»). Las dos frases representan las emociones encontradas de Ariadna: desesperación y deseo. A lo largo del lamento, la indignación y la ira son interrumpidas por la ternura, hasta la repetición final de O Teseo, tras la cual una línea descendente lleva al lamento a una conclusión tranquila. El lamento o «recitativo expresivo» pasó a ser una característica fundamental de la ópera italiana durante gran parte del siglo XVII.
Un siglo después, Benedetto Marcello puso música al tema de la ópera, desarrollado sobre libreto de Vincenzo Cassani, en una versión del mismo título: Arianna. Entre otros compositores que han adoptado el formato y el estilo del lamento de Ariadna se encuentran Francesco Cavalli, cuya ópera Le nozze di Teti e di Peleo contiene tres de estas piezas, Francesco Costa, que incluyó una versión del texto de Rinuccini en su colección de madrigales Pianta d'Arianna, y Sigismondo d'India, que escribió varios lamentos en la década de 1620 después de la versión monódica del Lamento d'Arianna publicada en 1623. El propio Monteverdi utilizó el formato del «lamento» o «recitativo expresivo» en sus dos óperas tardías, El regreso de Ulises a la patria y La coronación de Popea, para los personajes de Penélope y Octavia, respectivamente. En 1641, Monteverdi convirtió el Lamento d'Arianna en canción sacra sobre texto en latín, el Pianto della Madonna, que incluyó en su Selva morale e spirituale, la última de sus obras publicadas en vida.

## Grabaciones delLamento d'Arianna
Existen numerosas grabaciones tanto del madrigal a cinco voces, como de la versión para voz solista, del Lamento. Las grabaciones de solistas incluyen varias versiones para voz de tenor o barítono. Entre los cantantes principales que han realizado grabaciones están las sopranos Emma Kirkby y Véronique Gens, y las mezzosopranos Janet Baker y Anne Sofie von Otter. Además, en las estadísticas de Operabase L'Arianna y el Lamento d'Arianna aparecen representados en el período que va del año 2004 al año 2019.

## Ediciones
Se publicaron al menos ocho versiones del libreto entre 1608 y 1640:
- Aurelio et Ludovico Osanna, Mantua, 1608. Publicación del texto de la obra en 1608, que se incluye en la crónica de Federico Follini.[15][59]
- Heredi di Francesco Osanna, Mantua, 1608. Posiblemente, el texto que se distribuyó entre el público en la representación de 1608.[15]
- I. Giunti, Florencia, 1608.[15][59]
- Bernardo Giunti, Giovan Battista Ciotti & Co., Venecia, 1608.[15][59]
- Ghirardo et Iseppo Imberti, Venecia, 1622.[59][23]
- G. F. Gundulić, Ancona, 1633. Traducción croata, que se preparó para una posible actuación en Dubrovnik c. 1620. Se trata de una versión en cinco escenas.[14][15]
- Angelo Salvadori, Venecia, 1639. Versión revisada, que se realizó para la readaptación de 1640.[15][59]
- Antonio Bariletti, Venecia, 1640.[15][59]